# Bharatiya Lok Dal
Bharatiya Lok Dal (BLD, Hindi भारतीय लोक दल, „Indische Volkspartei“), bzw. ab 1979 Lok Dal (LKD, Hindi लोक दल, „Volkspartei“) war eine politische Partei in Indien, die von 1974 bis 1977 und erneut ab 1979 aktiv war. 1988 ging die Partei größtenteils in der neu gegründeten Janata Dal auf.

## Parteigeschichte

### Von der Gründung 1974 bis zur Bildung der Janata Party 1977
Die Partei wurde offiziell am 29. Mai 1974 durch Zusammenschluss von sieben Parteien gegründet. Zuvor hatten die sieben Gründungsparteien am 12. Mai 1974 auf einem Treffen in Delhi ihre Selbstauflösung und Fusion beschlossen. Die sieben Parteien waren die folgenden:
- Bharatiya Kranti Dal (BKD) unter Leitung von Chaudhary Charan Singh
- Swatantra-Partei unter Leitung von Piloo Mody
- Samyukta Socialist Party (SSP) unter Rabi Ray und Badri Vishal Patti
- Utkal Congress unter Biju Patnaik
- Rashtriya Lok Tantric Dal unter Balrai Madhok
- Punjab Khetibari Zhamindari Union unter Ram Subhag Singh
- Haryan Sangash Samithi unter Chand Ram

Die bedeutendsten Gründungsparteien waren die vier erstgenannten, während die letzteren drei nur kleine Splitterparteien darstellten. Die BKD war 1967 von Chaudhary Charan Singh als Abspaltung von der Kongresspartei gegründet worden. Singh lehnte die Politik der Kollektivierung des Bodes und der dirigistischen Planwirtschaft der Kongresspartei ab und die BKD war im Wesentlichen eine Partei der landbesitzenden Bauern Nordindiens. Die Swatantra-Partei war eine Partei, die ebenfalls ein marktwirtschaftliches und nicht planwirtschaftlich gelenktes Wirtschaftssystem befürwortete und in der Großgrundbesitzer, Industrielle und auch Angehörige ehemaliger Fürstendynastien prominent vertreten waren. Außenpolitisch sprach sich die Swatantra-Partei für eine Westorientierung Indiens aus, im Gegensatz zur Kongresspartei, die außenpolitisch eng mit der Sowjetunion zusammenarbeitete. Utkal Congress entstand 1970 im Bundesstaat Orissa durch Abspaltung einer Fraktion unter Biju Patnaik von der Kongresspartei. Die Samyukta Socialist Party („Vereinigte Sozialistische Partei“) vertrat linkssozialistische Forderungen.
Allen Parteien gemeinsam und damit der eigentliche gemeinsame Nenner war die Ablehnung der als „diktatorisch“ bzw. autokratisch empfundenen Regierung Indira Gandhis. Der große Wahlsieg Indira Gandhis bei den Wahlen 1971 war durch die Zersplitterung der Opposition und das geltende relative Mehrheitswahlrecht nach britischem Vorbild möglich geworden. Die Gründung der BLD erfolgte deswegen hauptsächlich um Indira Gandhi eine wirkungsvolle Opposition entgegensetzen zu können. Zu ersten Vorsitzenden wurde Charan Singh gewählt.
Die Basis der Partei wurde aber immer noch als zu schwach gesehen (bei der Wahl 1971 hatten die sieben Gründungsparteien knapp 10 % der Stimmen erzielt), als dass sie in der Lage schien, der übermächtigen Premierministerin Indira Gandhi Paroli zu bieten. Bei der Wahl zum Parlament von Gujarat vom 8. bis 11. Juni 1975 fand sich die BLD mit anderen großen Oppositionsparteien, im Wesentlichen der Jana Sangh und dem Congress (O), auf einer gemeinsamen Wahlplattform zusammen. Die Wahlen verliefen für diese sogenannte Janata Front erfolgreich. Danach wurden Stimmen laut, dass sich die beteiligten Parteien zu einer einheitlichen landesweiten Partei zusammenschließen sollten. Zur Umsetzung dieser Absicht kam es jedoch nicht mehr, da am 25. Juni 1975 auf Betreiben Indira Gandhis der Ausnahmezustand ausgerufen wurde und die Opposition durch Polizeimaßnahmen unterdrückt wurde. Erst nach Lockerung des Ausnahmezustandes am 18. Januar 1977 und der Ankündigung neuer Wahlen konnten sich die o. g. Oppositionsparteien wieder frei bewegen und schlossen sich am 23. Januar 1977 in Delhi und wenig später endgültig am 30. April 1977, nachdem die Allianz die Wahlen 1977 gewonnen hatte, zu einer neuen Partei, der Janata Party zusammen.

### Neugründung 1979
Während der Regierung der Janata Party kam es zu zunehmenden personellen Differenzen vor allem zwischen Charan Singh, der dem Kabinett zunächst als Innenminister und dann später als Finanzminister angehörte, und dem Premierminister Morarji Desai. Oberflächlicher Streitpunkt war die angeblich zu nachlässige Haltung Desais gegenüber der hindu-nationalistischen Fraktion in der Janata Party. Am 15. Juli 1979 trat Singh aus der Janata Party aus und gründete mit seinen Anhängern eine neue Partei, die Janata Party (Secular), die im Wesentlichen eine Neuauflage der Bharatiya Lok Dal war. Kurz danach nannte sich die Partei in Lok Dal (LKD, „Volkspartei“) um. Bei den beiden folgenden Wahlen 1980 und 1984 gewann die weiterhin von Singh geführte Partei jeweils einige Wahlkreise. Sie konnte jedoch nicht mehr an ihren großen Erfolg von 1977 anknüpfen. 1987 verstarb Singh und seine Partei ging 1989 größtenteils in der neu gegründeten Janata Dal auf. Kleine Reste vereinigten sich 1998 mit der Rashtriya Lok Dal (RLD), die von Ajit Singh, dem Sohn Charan Singhs 1996 gegründet worden war.

## Wahlergebnisse
Die folgende Tabelle zeigt die Wahlergebnisse bei den gesamtindischen Parlamentswahlen (1977: BLD, 1980 und 1984: LKD).
| Jahr | Wahl                    | Stimmen- anteil | Parlaments- sitze |
| ---- | ----------------------- | --------------- | ----------------- |
| 1977 | Wahl zur Lok Sabha 1977 | 41,32 %         | 295/542           |
| 1980 | Wahl zur Lok Sabha 1980 | 9,39 %          | 41/529            |
| 1984 | Wahl zur Lok Sabha 1984 | 5,97 %          | 3/514             |